# Gil Scott-Heron
Gil Scott-Heron (Chicago, 1º aprile 1949 – New York, 27 maggio 2011) è stato un poeta, musicista e attivista statunitense, conosciuto principalmente per i suoi lavori della fine degli anni sessanta e inizi degli anni settanta come autore di spoken word, cioè di poesia recitata su basi musicali, insieme al suo attivismo militante afroamericano. Heron è famoso in particolare per la sua poesia/canzone "The Revolution Will Not Be Televised".
È considerato da molti uno dei padri (tanto musicali quanto "spirituali") dell'hip hop.

## Biografia
Scott-Heron nacque a Chicago, nell'Illinois, passò la sua prima infanzia nel Tennessee, quindi si trasferì a New York e crebbe nel Bronx durante gli anni della scuola superiore. Dopo un anno di frequenza all'università alla Lincoln University in Pennsylvania, pubblicò il suo primo romanzo, The Vulture (L'avvoltoio), che fu ben accolto.
Iniziò a incidere musica nel 1970 con l'album dal vivo Small Talk at 125th & Lenox con la collaborazione di Bob Thiele, del coautore Brian Jackson, Hubert Laws, Bernard Purdie, Charlie Saunders, Eddie Knowles, Ron Carter e Bert Jones, tutti musicisti jazz. L'album includeva l'aggressiva diatriba contro i grandi mezzi di comunicazione posseduti dai bianchi e l'ignoranza della classe media d'America sui problemi delle città in canzoni come Whitey on the Moon.
Pieces of a Man del 1971 aveva canzoni dalla struttura più convenzionale rispetto al discorso libero e sciolto del primo album, anche se le classifiche furono raggiunte solo nel 1975 con "Johannesburg". Il suo più grande successo fu nel 1973, "The Bottle", prodotto insieme al suo collaboratore di lunga data Brian Jackson, che toccò il picco al numero 15 delle classifiche R&B.
Nel settembre 1979 partecipò a New York al grande concerto antinucleare "No Nukes", insieme a Bruce Springsteen, Jackson Browne, James Taylor, Crosby, Stills & Nash e tanti altri. La sua "We almost lost Detroit" compare sia nell'album No Nukes che nell'omonimo film che documentarono l'evento. Durante gli anni ottanta, Scott-Heron continuò a pubblicare canzoni, attaccando di frequente l'allora presidente Ronald Reagan e la sua politica conservatrice:
«L'idea riguarda il fatto che questo paese vuole nostalgia. Essi vogliono tornare indietro quanto possibile, anche se è solo fino a settimana scorsa. Non per affrontare oggi o domani, ma per affrontare il passato. E ieri era il giorno dei nostri eroi del cinema a cavallo che arrivavano a salvare tutti all'ultimo momento. Il giorno dell'uomo col cappello bianco o dell'uomo sul cavallo bianco (o dell'uomo che arrivava sempre per salvare l'America all'ultimo momento) arrivava sempre qualcuno per salvare l'America all'ultimo momento, specialmente nei film di serie B. E quando l'America si ritrovò in difficoltà ad affrontare il futuro, cercarono persone come John Wayne. Ma dato che John Wayne non era più disponibile, si risolsero per Ronald Reagan (e questo ci ha messo in una situazione che noi possiamo solo guardare) come un film di serie B.» (Gil Scott-Heron, "B" Movie)

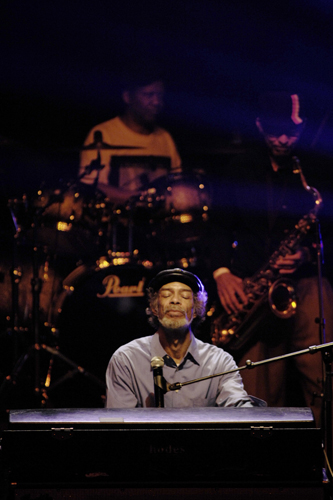
Gil Scott Heron nel 2009

Scott-Heron fu lasciato senza contratto dall'Arista nel 1985 e smise di incidere musica, anche se continuò a fare tour. Nel 1993 firmò con la TVT Records e pubblicò l'album Spirits che conteneva il memorabile pezzo Message To The Messengers. La prima traccia dell'album era una poesia che prendeva posizione nei confronti degli artisti rap di quei giorni e includeva commenti come:
- «Le parole di quattro lettere o quelle di quattro sillabe non ti faranno diventare un poeta, mostreranno solo quanto sei superficiale e tutti lo capiranno.»
- «Di' a tutti loro, i giovani fratelli che giocano con le armi, che "l'uomo" è contento di vederci impegnati a ucciderci l'un l'altro! Abbiamo fatto troppo casino, quando ci stavano sparando.»
- «Giovani rappers, un altro consiglio, prima di togliermi dalla vostra strada. Apprezzo il rispetto che mi tributate e quello che voi avete da dire.»

La poesia era un riconoscimento del ruolo di Scott-Heron come fondatore del rap e un appello ai nuovi rapper di chiedere cambiamenti invece di perpetuare la situazione sociale del momento, di essere più elaborati e artistici:
«C'è una grande differenza tra mettere parole sopra qualche musica, e fondere quelle parole nella musica. Non c'è molto di divertente. Usano molto slang e termini colloquiali e non riesci davvero a vedere dentro la persona. Al contrario, hai solo molta affettazione.»
Nel 2001 Gil Scott-Heron fu arrestato per reati di droga e per violenza privata. Apparentemente, la morte della madre, le spese per il funerale e la cocaina lo portarono in una spirale negativa. Uscito di prigione nel 2002, Gil Scott-Heron lavorò con i Blackalicious e apparve nel loro album Blazing Arrow. Negli ultimi anni passò altri problemi giudiziari legati alla droga.
Suo padre, Gil Heron, giamaicano, era un calciatore professionista, e fu il primo giocatore di colore a militare nella squadra scozzese del Celtic durante gli anni cinquanta. A quel tempo i Celtic erano la squadra degli immigrati cattolici in Scozia.
Mark T. Watson, uno studioso dell'opera di Gil, ha recentemente dedicato a Gil la sua raccolta di poesie intitolata Un tipo ordinario, che ha tra l'altro una prefazione di Jalal Nuriddin dei Last Poets. Il libro fu pubblicato nel Regno Unito nel 2004.
È morto il 27 maggio 2011, all'età di 62 anni, a New York.

## Discografia
Album in studio
- 1970 – Small Talk at 125th and Lenox
- 1971 – Pieces of a Man
- 1972 – Free Will
- 1974 – Winter in America (con Brian Jackson)
- 1975 – The First Minute of a New Day (con Brian Jackson & The Midnight Band)
- 1975 – From South Africa to South Carolina (con Brian Jackson)
- 1977 – Bridges (con Brian Jackson)
- 1978 – Secrets (con Brian Jackson)
- 1980 – 1980 (con Brian Jackson)
- 1980 – Real Eyes
- 1981 – Reflections
- 1982 – Moving Target
- 1994 – Spirits
- 2010 – I'm New Here
- 2020 - We're New Again: A Reimagining by Makaya McCraven

Album live
- 1976 – It's Your World
- 1990 – Tales of Gil (con Amnesia Express)
- 1994 – Minister of Information

Raccolte
- 1974 – The Revolution Will Not Be Televised
- 1979 – The Mind of Gil Scott-Heron
- 1984 – The best of Gil Scott-Heron
- 1988 – The Revolution Will Not Be Televised
- 1990 – Glory - The Gil Scott-Heron collection
- 1998 – The Gil Scott-Heron collection sampler: 1974-1975
- 1998 – Ghetto Style
- 1999 – Evolution and Flashback: The Very Best of Gil Scott-Heron
- 2005 – Messages Gil Scott-Heron and Brian Jackson Anthology
- 2006 – The Best of Gil Scott-Heron
- 2012 – The Revolution Begins: The Flying Dutchman Masters
- 2017 – The Revolution Will Not Be Televised ... Plus

## Libri
- The Vulture. 1970, (ed. it. L'avvoltoio, Roma, Rogas, 2021)
- Small Talk At 125th And Lenox, 1970
- The Nigger Factory. 1972, (ed. it. La fabbrica dei negri, Milano, Shake, 2001)
- So Far, So Good. 1990
- Now and Then: The Poems of Gil Scott-Heron. 2001
- The Last Holiday (ed. it. L'ultima vacanza. A memoir, LiberAria Edizioni, 2013)